# Černjeja
Černjeja (italijansko Cergneu, furlansko Çargneu) je naselje v Občini Neme z malo prebivalci v Pokrajini Videm v Furlaniji - Julijski krajini.
Nahaja se na 475 metrih nadmorske višine v vzhodnem delu avtonomne dežele in natančneje v Beneški Sloveniji. Cerkev sv. Marije Magdalene v Černjeji je od Cerkve sv. Gervazija in Protazija v Nemah oddaljena 1,5 km, po cesti pa 2,5 km.

## Zgodovina
Te majhne skupine hiš se razvijajo ob potoku Lagna, stavbe pa so zaradi potresa leta 1976 izgubile svoje prvotne značilnosti.
Černjeja se prvič omenja leta 1170, ko ga je Ulrik iz Ahtna podaril oglejskemu patriarhu Henriku Biburškemu. Leta 1270 je bil ustanovljen Černjejski grad, ki so ga leta 1511 požgali kmetje in od katerega je danes ostalo le nekaj ostankov. V 14.-15. stoletju je bila Zgornja Černjeja pod odvisnostjo gastalda (upravitelja) iz Taržizma, Spodnja Černjeja (Dolenjena) pa so upravljali Savorgnani; v naslednjih stoletjih sta obe pripadali gospodom Brazzà Cergneu, čeprav z nekaj kratkimi prekinitvami.
Dobje (Pecolle) je od 13. stoletja do konca beneške vladavine ostal v lasti družine Ahten.
V Lazah (Lase) je kamnita lopna stavba z lesenimi regali in verando spodaj; v Rupah (Rupe) je kamnita rustikalna stavba v obliki stolpa s sledovi lesenih galerij. V hiši Comaro je na ogled nabožna freska s podobo Svete družine iz leta 1859, zgrajena pa je v obliki črke L z leseno ložo na zadnji strani. V bližini potoka Lagna je mogoče videti sočasni mlin Comaro, ki je ohranil del mlinarske opreme in ostanke železnega kolesa.
V Orenjeni (Nongruella) je ena najlepših lopnih hiš: kamnita stavba ima južno fasado s stebri in korci, kjer počivajo tramovi lesenih lopnih etaž s stojali.